# しかと
しかと、シカトとは、特定の対象（主に人）を無視すること、つまり冷遇することや存在しないものとして扱うことを指す言葉。元々はヤクザの隠語だったが、一般の間でも使用されている。

## 語源

「しかと」の元となった花札

花札で10月（紅葉）の10点札が、そっぽを向いた鹿の絵柄であることから転じて、博徒の間で無視の隠語となった。